# Paspalum petrense
Paspalum petrense är en gräsart som beskrevs av Alasdair Graham Burman. Paspalum petrense ingår i släktet tvillinghirser, och familjen gräs. Inga underarter finns listade i Catalogue of Life.